# Question in the Form of an Answer
Question in the Form of an Answer é o segundo álbum de estúdio lançado pelo grupo de hip hop People Under the Stairs.

## Faixas
1. "Intro" – 1:48
2. "Crazy Live" – 3:26
3. "Youth Explosion" – 4:39
4. "Suite For Creeper" – 3:46
5. "Sterns to Western" (featuring Capn' Kidd Lexus) – 3:56
6. "Code Check" – 3:36
7. "Blowin' Wax" – 4:35
8. "Give Love A Chance" – 4:30
9. "Stoned Youth Truth" – 0:18
10. "Yehaw Partystyles" – 3:45
11. "Get Drunk" – 0:35
12. "43 Labels I Like" – 1:50
13. "King Kuff" – 0:46
14. "E Business" (featuring JazMak) – 4:38
15. "Zigaflyinblow" – 2:18
16. "July 3rd" – 3:51
17. "Stay Home" – 3:21
18. "Earth Travellers" – 4:34
19. "The Cat" – 3:44
20. "Electric Lady" – 0:15
21. "We'll Be There" – 5:26
22. "Fredly Advice" – 8:16